# Spectracanthicus
Spectracanthicus – rodzaj słodkowodnych ryb sumokształtnych z rodziny zbrojnikowatych (Loricariidae).

## Zasięg występowania
Ameryka Południowa: dorzecza Araguaia, Tapajós, Xingu i Tocantins w Brazylii.

## Klasyfikacja
Gatunki zaliczane do tego rodzaju:
- Spectracanthicus immaculatus[4]
- Spectracanthicus javae[5]
- Spectracanthicus murinus
- Spectracanthicus punctatissimus[2]
- Spectracanthicus tocantinensis[4]
- Spectracanthicus zuanoni[4]

Gatunkiem typowym jest Spectracanthicus murinus.